# Salsa (J-Ax)
Salsa è un singolo del rapper italiano J-Ax, pubblicato il 21 maggio 2021 come quarto estratto dalla riedizione del settimo album in studio ReAle.

## Descrizione
Il singolo è stato definito da J-Ax «il pezzo più zarro della mia carriera» e ha visto la partecipazione vocale del rapper italiano Jake La Furia.

## Video musicale
Il videoclip, diretto da Fabrizio Conte, è stato pubblicato il 27 maggio 2021 attraverso il canale YouTube del rapper e ha visto la partecipazione del cantante Nek, di Valerio Lundini e Dario Ballantini.

## Tracce
Testi di Alessandro Aleotti, Francesco Vigorelli, Daniele Lazzarin e Davide Petrella, musiche di Fabio Clemente e Alessandro Merli.
1. Salsa – 3:15

## Classifiche

### Classifiche settimanali
| Classifica (2021) | Posizione massima |
| ----------------- | ----------------- |
| Italia            | 10                |

### Classifiche di fine anno
| Classifica (2021) | Posizione |
| ----------------- | --------- |
| Italia            | 51        |